# 陽谿穴
陽谿穴是属于手陽明大腸經的腧穴，是大腸經的經穴，位于拇短伸肌腱和拇長伸肌腱之間的凹陷處。主治頭痛、耳鳴、耳聾、咽喉腫痛等。

## 操作
直刺0.5-0.8寸；可灸。